# Anthony Storr
Anthony Storr   (Londres, 18 de maig de 1920 - Oxford, 17 de març de 2001) va ser un psiquiatre, psicoanalista i autor anglès.

## Biografia

### Antecedents i educació
Nascut a Londres, Storr es va educar al Winchester College, el Christ's College, Cambridge, i el Westminster Hospital. Es va doctorar el 1944.

### Oxford
El 1974, Storr es va mudar de la pràctica privada a l'ensenyament al Warneford Hospital d'Oxford, fins a la seva jubilació el 1984.

### Vida personal
Storr, com va comentar en un dels seus obituaris, "no és aliè al sofriment". Es va casar dues vegades, amb Catherine Cole (qui es va convertir en escriptora de literatura infantil amb el seu nom de casada) el 1942 i amb l'escriptora Catherine Peters el 1970 després que el primer matrimoni acabés en divorci.

## Distrincions
- Membre emèrit del Green College (1984)
- Membre de la Royal Society of Literature (1990)
- FRCPsych honorífic (1993)[5]

## Obra
En els seus llibres, Storr va explorar els secrets dels costats foscos de la psique humana: desviacions sexuals (Sexual Deviation, 1964), agressió (Human Aggression, 1968) i destructivitat (Human Destructiveness, 1972). Al mateix temps, va veure la possibilitat d'un ús creatiu d'aquests impulsos espontanis i de redirigir-los cap a assoliments esportius, científics i artístics (The Dynamics of Creation, 1972).
En el seu últim llibre Feet of Clay. Saints, Sinners, and Madmen: Power and Charisma of Gurus (1996) Storr rastreja patrons comuns, sovint relacionats amb trastorns psicòtics, que formen el desenvolupament del guru. Qüestiona la salut mental de Jesús en insinuar que hi ha similituds psicològiques entre "messies" bojos com Jim Jones o David Koresh, i líders religiosos respectats, inclòs Jesús. El seu estudi és una temptativa de veure a aquest últim com un de molts gurus.

### Obra
- The Integrity of the Personality (1961) ISBN 978-0-345-37585-8
- Sexual Deviation (1964) ISBN 978-0-14-020649-4
- Human Aggression (1968) ISBN 978-0-689-10261-5
- Human Destructiveness (1972) ISBN 978-0-435-82190-6
- The Dynamics of Creation (1972) ISBN 978-0-689-10455-8
- Jung (1973) ISBN 0-00-633166-1
- The Essential Jung (1983) ISBN 0-691-08615-X
- The School of Genius (1988) ISBN 90-254-6789-X
- Solitude: A Return to the Self (1988) ISBN 0-00-654349-9 — edició en rústica de The School of Genius
- Freud: A Very Short Introduction (1989) ISBN 0-19-285455-0
- Art of Psychotherapy (1990) ISBN 0-415-90302-5
- Churchill's Black Dog, Kafka's Mice, and Other Phenomena of the Human Mind (1990) ISBN 0-00-637566-9
- Human Destructiveness: The Roots of Genocide and Human Cruelty (1991) ISBN 978-0-415-07170-3 – edició completament revisada de Human Destructiveness
- Music and the Mind (1993) ISBN 0-00-215398-X
- Feet of Clay; Saints, Sinners, and Madmen: A Study of Gurus (1996) ISBN 0-684-82818-9
- The Essential Jung: Selected Writings (1999) ISBN 0-00-653065-6